# Великий магистр ордена

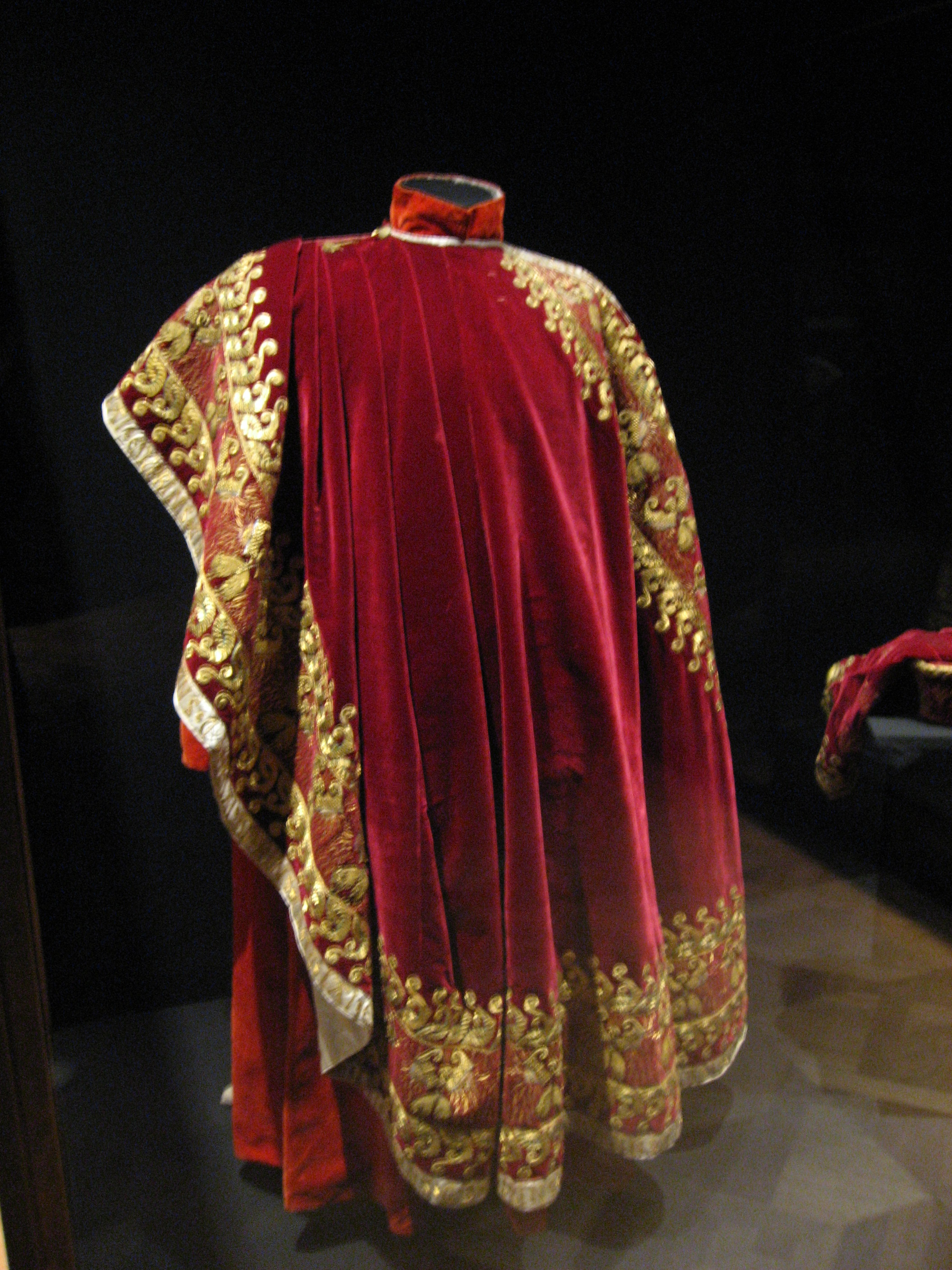
Мантия великого магистра ордена Золотого руна

Великий магистр ордена, также гроссмейстер (фр. Grand maître, нем. Großmeister, исп. Gran Maestre) — титул высшего лица и руководителя в рыцарском ордене, как в духовном, так и в светском.

## Великий магистр в рыцарских и духовных орденах
Великий магистр (мастер) в духовных рыцарских орденах обычно избирается высшим капитулом ордена. Согласно орденским правилам и его уставу, посвящённые члены ордена должны беспрекословно повиноваться любым приказам и указаниям своего великого магистра. В то же время, несмотря на его особое положение внутри рыцарского ордена, власть магистра может быть ограничена решениями орденского капитула. Он также лишён права так корректировать устав ордена, что делает возможным добиться для великого магистра в нём большей власти.

## В светских орденах
Кроме духовных рыцарских орденов, существуют также и светские рыцарские ордена, учреждённые монархами различных европейских государств с целью поощрения наиболее заслуженных своих подданных, а также для усиления и упрочения своей власти в государстве. Великим магистром в таких орденах обычно являлся сам император (король, герцог), звание это передавалось в семье монарха по наследству. Также и некоторые духовные рыцарские ордена (например, в Испании и в Португалии после окончания в этих странах Реконкисты) с XV—XVI столетий возглавлялись великими магистрами, королями этих государств.

## В масонстве
Великий мастер в масонстве является самым старшим великим офицером и руководителем лож в своей масонской юрисдикции. Он председательствует в великой ложе и имеет определённые права в учреждении лож, которые формируют его юрисдикцию. К нему обращаются «весьма достопочтенный брат». Согласно масонским ландмаркам, он также наделён дополнительными привилегиями, которые волен как применять, так и не использовать вообще в течение срока своего пребывания в должности. Должность великого мастера является выборной и срок пребывания в ней варьируется от одного года и более. В некоторых юрисдикциях установлено пребывание в должности не более двух сроков, в других же иногда и больше. В Уставе Мемфис-Мицраим великий мастер занимает должность пожизненно, а в Шведском масонском ордене главой ордена является Король Швеции, также пожизненно.

## Нынешние рыцарские ордена

### Мальтийский орден
Великий магистр Мальтийского ордена избирается начиная с 1100 года его верховным капитулом пожизненно. В настоящее время это 81-й магистр брат Джон Тимоти Данлап.

### Орден Святого Гроба Господнего Иерусалимского
Орден Святого Гроба Господнего Иерусалимского был преобразован в 1847 году и с тех пор сохраняет свою нынешнюю форму. Первоначально его возглавляли латинские патриархи иерусалимские. Затем орден руководился лично римскими папами. С 1949 года великим магистром ордена является один из кардиналов папской курии. В настоящее время кардиналом-великим магистром ордена является Фернандо Филони.

### Орден Святого Лазаря
49-м Великим магистром ордена является дон Карлос Гереда-и-де-Бурбон, маркиз де Альмазан.

### Орден рыцарей креста с красной звездой
48-й Велмистр Йозеф Шедиви с 20 июня 2011 года.